# 渡辺胤
渡辺 胤（わたなべ つづく、1758年〈宝暦8年〉 - 没年不詳）は、江戸幕府の幕臣。目付に任じられた。通称は久蔵（きゅうぞう）。

## 人物略歴
父は使番を務めた渡辺義（1724年 - 1773年）、母は本多利紀の娘。妻は伊予小松藩主一柳頼寿の養女。
安永2年（1773年）7月5日、父の死により16歳で家督を継承、天明4年（1784年）5月6日に書院番士となる。天明8年（1788年）1月11日に使番となり、同年12月に布衣を許される。寛政6年（1794年）12月1日、西の丸の目付に任じられ、寛政8年（1796年）10月19日には本丸勤めの目付に転じた。同年11月には上野国の世良田東照宮（群馬県太田市）などの堂社修復の点検を命じられている。

### 蝦夷地調査
この間の寛政8年（1796年）8月、イギリスの海軍士官ウィリアム・ロバート・ブロートンの指揮するプロヴィデンス号 (HMS Providence (1791)) が内浦湾内に停泊する事件が起こった。幕府はこれに衝撃を受け、見分役を松前に派遣し、東蝦夷地の調査を行った。調査の結果、イギリス船は単なる「漂流」であり、密輸もなく、特別な問題はないとされたが、測量を実施していたことは周知されていた。ブロートンは翌寛政9年7月にはまたエトモ（いまの室蘭市周辺）に「漂着」、閏7月には松前沖にあらわれた。松前藩兵が警備を強化したのですぐに退去したが、幕府は警固の必要性を痛感した。エトモに接近したイギリス船を松前藩の命令で訪船した工藤平右衛門の記録によれば、南部藩領、仙台藩領、房総半島などで測量図をつくり、陸奥国宮城郡松島周辺の地図や長崎から江戸までの路程図なども持っている様子であった。幕府は危機感をつのらせた。
寛政10年（1798年）4月、渡辺胤は、江戸幕府によって使番頭の大河内政壽（善兵衛）、勘定吟味役の三橋成方（藤右衛門）とともに松前への出張を命じられた。180名から成る大人数の調査隊が編成され、蝦夷地の大規模調査が行われることとなった。調査は蝦夷地の巡見のみならず、松前藩もその対象となった。これに先立ち、松前藩が抜け荷をしているという疑いも持たれていた。また、調査は松前藩の財政、家中人別、蝦夷交易の収納、農地開発適地の調査なども含んでおり、蝦夷地上知（幕領化）も視野に置かれていた。
渡辺・大河内・三橋の3名は責任者として蝦夷地に赴き、5月に福山（松前）に到着すると、渡辺胤はここに留まり、大河内は東蝦夷地、三橋は西蝦夷地に分かれて巡回し、現地の状況を巡察して、11月半ばに江戸に戻って復命した。大河内の東蝦夷地調査隊には近藤重蔵が加わり、最上徳内を案内として国後島、択捉島に渡った。三橋隊は26名で編成され、宗谷を訪れた際、旅の便宜を図った礼として宗谷・天塩のアイヌ170人強を招いたが、武藤勘蔵『蝦夷日記』によれば、アイヌたちは三橋を「カムイトノ」とあがめ、その繁栄を祈り、歌い踊ったという。
見分の結果、幕府は東蝦夷地を直轄とすることを決定した。書院番頭の松平忠明ほか5名が蝦夷地経営にあたり、老中の戸田氏教がこれを統括することとなった。